# ESO 510-G13
ESO 510-G13 è una galassia a spirale situata nella costellazione dell'Idra, che dista 150 milioni di anni luce dalla Via Lattea. La fascia equatoriale di gas che costituisce il piano galattico è fortemente distorta, a causa presumibilmente di forze di marea intercorse nel passato con un'altra galassia; se così fosse, ESO 510-G13 sarebbe un perfetto esempio di quali distorsioni siano provocate dalle galassie interagenti.
La galassia è stata completamente analizzata dal Telescopio spaziale Hubble nel 2001.